# FK Šilas
FK Šilas war ein litauischer Fußballverein aus Kazlų Rūda.

## Geschichte
Der Verein wurde 1940 unter dem Namen FK Ąžuolas gegründet.

### 2022
Anfang 2022 kam es zur Fusion des FK Šilas und der Fußballakademie Marijampolė City. Während der Umstrukturierung des Klubs wurde beschlossen, den Namen der Herrenfußballmannschaft der Pirma lyga "Šilas" in "Marijampolė City" zu ändern und die Mannschaft nach Marijampolė zu verlegen.
Der Verein beantragte beim Litauischen Fußballverband (LFF) die Änderung seines Namens und Logos, und der Entscheidung des Exekutivkomitees wurde stattgegeben.
Der neue Vereinsname und das neue Logo werden ab Beginn der Runde 6 der Pirma lyga und ab Beginn der ersten Runde des Hegelmann LFF taurė verwendet.

## Platzierungen (seit 2012)
| Saisons | Div. | Līga                | Platz | Einzelnachweise | Notering                            |
| ------- | ---- | ------------------- | ----- | --------------- | ----------------------------------- |
| 2012    | 3.   | Antra lyga (Pietūs) | 4.    |                 | ▲ Aufsteiger in die Pirma lyga 2013 |
| 2013    | 2.   | Pirma lyga          | 4.    | [ 2 ]           |                                     |
| 2014    | 2.   | Pirma lyga          | 5.    | [ 3 ]           |                                     |
| 2015    | 2.   | Pirma lyga          | 4.    | [ 4 ]           |                                     |
| 2016    | 2.   | Pirma lyga          | 1.    | [ 5 ]           |                                     |
| 2017    | 3.   | Antra lyga (Pietūs) | 10.   |                 |                                     |
| 2018    | 3.   | Antra lyga (Pietūs) | 2.    |                 |                                     |
| 2019    | 3.   | Antra lyga (Pietūs) | 2.    |                 |                                     |
| 2020    | 3.   | Antra lyga (Pietūs) | 1.    |                 | ▲ Aufsteiger in die Pirma lyga 2021 |
| 2021    | 2.   | Pirma lyga          | 3.    | [ 6 ]           |                                     |

## Farben
| 2013 | 2016 Heim | 2017 Heim | Heim | 2021 |

## Trainer
- Saulius Vikertas, (2012–2015);
- Gediminas Jarmalavičius, (2016–2017);
- Saulius Vikertas, (2017–2019);
- Gediminas Jarmalavičius, (seit 2021− 2022).[9]